# Mufti
En mufti (ar.: مفتى ) er en islamisk lærd, som fortolker eller formulerer islamisk lov (sharia) og er i stand til at udstede fatwaer.
Han er ofte ansat af staten til at besvare spørgsmål stillet af enkelte individer eller samfundsgrupper. Det er således ofte muftien, der udsteder fatwaer.

## Stormufti
Titlen stormufti benyttes om den mufti som er den højeste embedsbærer inden for det religiøse retsvæsen i et sunnimuslimsk land. Stormuftien kan give retsbelæringer og dekreter, fatwa, som fortolker islamisk lov. Dette sker gerne efter henvendelse fra privatpersoner i egne retsanliggender, men kan også gives for at assistere dommere i enkeltsager eller i sager af generisk samme karakter. Stormuftiens fataawa (flertal af fatwa) er ikke bindende eller præsendensdannende for borgelige love vedrørende ægteskab, skilsmisse eller arv. Som regel er stormuftiens anbefalinger heller ikke bindende inden for kriminalretten.
I Det Osmanniske Rige var stormuftien en statslig embedsmand, og den højeste af stormuftiene var i Istanbul. Briterne videreførte stormuftiembedet i nogle af de muslimske områder som kom under deres kontrol efter første verdenskrig, og blandt dem var det stormuftien af Jerusalem som blev tillagt den største politiske vægt.